# تيري أكوكس
ترانس إل أكوكس (مواليد 1969) هو لاعب كرة سلة أمريكي محترف سابق.